# Marcela Lombardo Otero
Marcela Lombardo Otero de Gutiérrez (Mexico-Stad, 20 maart 1926 - 5 maart 2018) was een Mexicaans politica.
Lomardo Otero was de dochter van Vicente Lombardo Toledano, vakbondsleider en stichter van de Socialistische Volkspartij (PPS), de partij waarvoor ze in 1979 en opnieuw in 1988 tot Kamer van Afgevaardigden werd gekozen. Bij de presidentsverkiezingen van 1994 was zij kandidaat voor de PPS, waarbij ze slechts 0,49% van de stemmen behaalde, te weinig om de erkenning van haar partij te behouden. 
Ze was voorzitter van het Centrum voor Filosofische, Politieke en Sociale Studies Vicente Lombardo Toledano.